# Liberale d'Altino
Liberale (Altino, inizi V secolo – Caltrazio, Laguna Veneta, 27 aprile 437, secondo la tradizione) è stato un fervente cristiano, venerato come santo dalla Chiesa cattolica.

## Leggenda agiografica
Come per altri santi paleocristiani, anche nel caso di Liberale le agiografie che ci sono pervenute sono considerate del tutto leggendarie.
Nacque ad Altino da una nobile famiglia appartenente al rango equestre. Cresciuto secondo i principi cristiani, fu battezzato dal vescovo Eliodoro e ne divenne un fervente seguace. A una vita ascetica, fondata sulla meditazione, la preghiera e il sacrificio personale, associava l'aiuto a poveri e ammalati. Risolse inoltre una contesa fra Altinati e Trevigiani sorta attorno al castello di San Lorenzo in Prandecino (attuale Rovarè, frazione di San Biagio di Callalta) appartenente a un tal Prando. Quest'ultimo si impegnò a demolirlo dopo essere stato miracolosamente guarito dal santo.
Fu inoltre un tenace avversario della dottrina ariana. Quando Eliodoro si fece eremita, lasciò la diocesi di Altino al vescovo Ambrogio che tuttavia si mostrò incapace nell'arginare la minaccia eretica. Liberale, deciso a ritrovare il vecchio vescovo, pensò prima di consultare il lume di Dio e, pregando, gli apparve un angelo che lo avvisava della morte imminente. Nonostante ciò, partì per la Laguna alla ricerca del maestro ma, giunto sull'isola di Caltrazio, non lo trovò e morì poco dopo il 27 aprile 437. Riconosciuto subito come santo, clero e popolo trasferirono il suo corpo in un'arca nella chiesa dell'isola, dedicata a San Lorenzo (presso l'attuale Motta di San Lorenzo).

## Culto

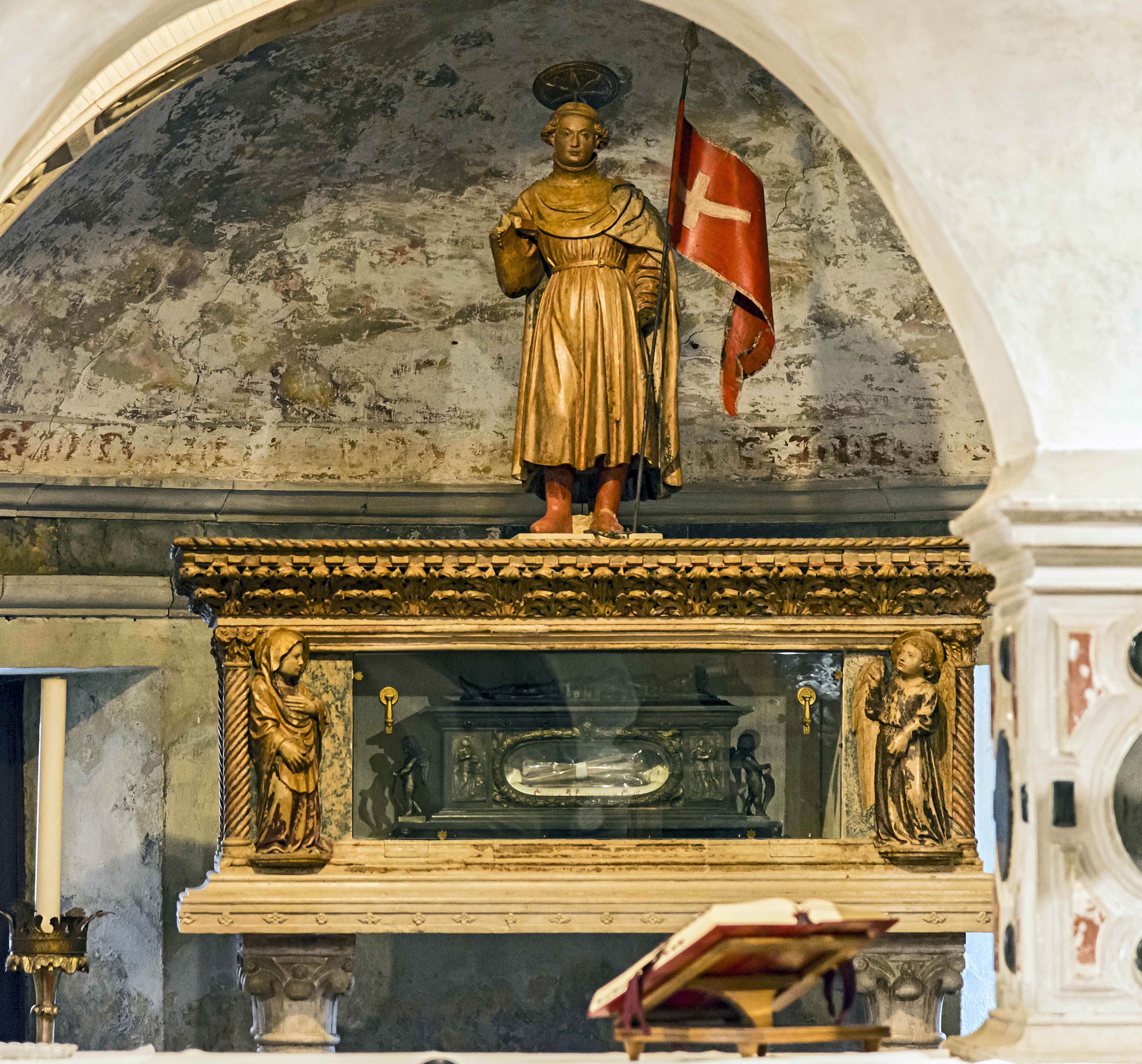
Reliquiario di Liberale d'Altino - Duomo di Treviso

Una tradizione filo-trevigiana afferma che le reliquie di san Liberale, assieme a quelle dei santi Teonisto, Tabra e Tabrata, furono trasferite a Treviso nel 452, quando Altino fu distrutta dagli Unni di Attila. Nel XIV secolo, tuttavia, alcuni religiosi dichiaravano che i corpi dei quattro santi si trovavano a Torcello, ma queste affermazioni dovevano essere false, in quanto numerosissimi documenti testimoniano con molta chiarezza la presenza a Treviso almeno dal 1082. I resti si trovano tuttora nella cripta del Duomo di San Pietro ed è patrono della città e della sua diocesi.
L'odierna critica agiografica, invece, ritiene che Liberale non fosse altinate e che le sue reliquie sarebbero giunte probabilmente da Roma o dal Nordafrica.
Liberale è anche patrono di Castelfranco Veneto: così infatti vollero i cittadini trevigiani che fondarono il fortilizio da cui si è sviluppata l'attuale città.

## Parrocchie consacrate a San Liberale
- Diocesi di Treviso:
  - San Liberale di Marcon - località San Liberale, comune di Marcon;
  - San Liberale di Treviso - loc. San Liberale, comune di Treviso;
  - Castelfranco Veneto-San Liberale - duomo di Castelfranco Veneto.
- Diocesi di Padova:
  - Gorgo di Cartura.
- Diocesi di Concordia-Pordenone:
  - Villotta di Chions.
- Patriarcato di Venezia:
  - Santi Liberale e Mauro - loc. Jesolo Lido, comune di Jesolo.